# Kylie Maria
Kylie Maria (Filadelfia, Pensilvania; 10 de octubre de 1991) es una actriz pornográfica transexual estadounidense.

## Biografía
Kylie Maria nació en Filadelfia (estado de Virginia) en octubre de 1991, en una familia de ascendencia italiana. Trabajó como artista trans para páginas de webcam antes de entrar en la industria pornográfica en 2014, con 23 años de edad.
En 2016 empezó a ser reconocida en círculos profesionales del sector y a recibir sus primeras nominaciones como actriz. Además de recibir varias nominaciones ese año en los Premios AVN, como a Artista transexual del año o a la Mejor escena de sexo transexual por Trans X-Perience 2, se alzó con el Premio Fan a la Chica trans webcam favorita.
En 2017 recibió la nominación en los AVN a la Mejor escena de sexo transexual por Shemale Shenanigans, y en los XBIZ a la Artista transexual del año.
Algunas películas de su filmografía son America's Next Top Tranny 20, Hot For Transsexuals 2, Popular T-Girlz, Shemale Threesomes, Smothered By A Shemale, Tranny POV, Tranny Starlets o TS Playground 13.
Ha grabado más de 310 películas.

## Premios y nominaciones
| Año  | Ceremonia                  | Resultado | Premio                                  | Trabajo              |
| ---- | -------------------------- | --------- | --------------------------------------- | -------------------- |
| 2015 | Transgender Erotica Awards | Ganadora  | SheMaleYum Model of the Year            | —                    |
| 2015 | Transgender Erotica Awards | Nominada  | Mejor nueva cara                        | —                    |
| 2015 | Transgender Erotica Awards | Nominada  | Mejor actuación hardcore                | —                    |
| 2016 | Premios AVN                | Nominada  | Artista transexual del año              | —                    |
| 2016 | Premios AVN                | Nominada  | Mejor escena de sexo transexual         | Trans X-Perience 2   |
| 2016 | Premios AVN                | Nominada  | Premio fan: Actriz transexual favorita  | —                    |
| 2016 | Premios AVN                | Ganadora  | Premio fan: Chica trans webcam favorita | —                    |
| 2016 | Transgender Erotica Awards | Ganadora  | Favorita de los fanes                   | —                    |
| 2016 | Transgender Erotica Awards | Ganadora  | Modelo del año Trans500                 | —                    |
| 2017 | Premios AVN                | Nominada  | Mejor escena de sexo transexual         | Shemale Shenanigans  |
| 2017 | Premios AVN                | Nominada  | Premio fan: Artista transexual favorita | —                    |
| 2017 | Transgender Erotica Awards | Nominada  | Mejor actuación hardcore                | —                    |
| 2017 | Transgender Erotica Awards | Nominada  | Mejor escena                            | Shemale.xxx          |
| 2017 | Premios XBIZ               | Nominada  | Artista transexual del año              | —                    |
| 2018 | Premios AVN                | Nominada  | Premio fan: Mejor artista transexual    | —                    |
| 2018 | Transgender Erotica Awards | Nominada  | Mejor escena                            | She Male Strokers 87 |
| 2018 | Transgender Erotica Awards | Nominada  | Best Solo Model                         | —                    |
| 2018 | Transgender Erotica Awards | Nominada  | Best Solo Website                       | kyliemaria.xxx       |
| 2019 | Premios AVN                | Nominada  | Premio fan: Mejor artista transexual    | —                    |
| 2019 | Transgender Erotica Awards | Nominada  | Mejor camgirl                           | —                    |
| 2019 | Transgender Erotica Awards | Nominada  | Mejor sitio web                         | kyliemaria.xxx       |